# Ghazel (artiste)
Pour l’article homonyme, voir Ghazel.
Ghazel, née en 1966 à Téhéran, est une artiste visuelle connue principalement pour ses vidéos et ses performances. Elle pratique également la photographie, le dessin et réalise des films (courts et moyens métrages). Artiste hybride, elle élabore une œuvre multiple, qui traite de « l'autre », des migrations contemporaines et des effets de la guerre.
Elle est nommée Chevalier de l'ordre des Arts et des Lettres en 2018.

## Biographie
Ghazel est née en 1966 à Téhéran dans une famille assez aisée qui lui permet d'étudier dans une école internationale où elle étudie en anglais. Elle quitte l'Iran en 1986, alors qu'elle a 19 ans, pour continuer ses études en France, à l'Université Paul-Valéry de Montpellier. Elle y obtient un DEUG en cinéma, puis entre en 2e année à l'École supérieure des beaux-arts de Nîmes où elle reste jusqu'à la cinquième année et où elle obtient son Diplôme national supérieur d'expression plastique en 1992. Elle finit ensuite sa licence de cinéma à l'Université de Montpellier deux ans plus tard.
Après ses études en France, elle commence à travailler entre Montpellier et Berlin, faisant des allers-retours entre les deux pays. Elle retourne souvent en Iran également. Elle obtient plusieurs bourses qui lui permettent de séjourner à Berlin et à Leipzig. À partir de 1995, elle commence à faire des ateliers d'arts dans les ZEP et associations. En 1997, elle retourne en Iran pour travailler avec de jeunes délinquants. La même année, Ghazel reçoit une lettre d'expulsion en France qui lui demande de quitter le pays sous 15 jours. Cette situation l'amène à créer le projet Urgent dans lequel elle propose des mariages blancs pour régulariser sa situation. Cette lettre et la rencontre avec les jeunes délinquants à Téhéran sont un tournant dans sa carrière puisqu'elle démarre les séries Me et Urgent en même temps. Entre 1997 et 2000, elle vit plus à Téhéran qu'à Montpellier, pour travailler avec de enfants délinquants et aussi pendant ces années elle réalise beaucoup des scènes de la série Me, inspirée des paradoxes de sa vie quotidienne en Iran. Plus tard l'autobiographie devient juste une excuse pour exprimer ses observations sur les sociétés occidentales et orientales à travers cette série.

## Parcours artistique
Ghazel obtient une certaine renommée avec son projet vidéo Me initié en 1997. C'est un travail de très grande ampleur et qui dure dans le temps : depuis 1997 Ghazel a produit plus de 700 courtes séquences vidéos. Ces vidéos qu'elle commence à créer dès 1997, d'abord en Iran puis dans le monde entier, Ghazel les construit toujours de la même manière : elle se filme elle-même, grâce à un trépied, et vêtue d'un tchador iranien, elle effectue des activités très variées : ski nautique, elle plonge dans une piscine, elle lit, fait du repassage... Elles sont présentées sous la forme d'un triptyque de trois écrans qui, côte à côte, diffusent des séries de 10 saynètes en même temps. Ces courtes séquences vidéos sont des formes d'autoportraits de l'artiste qui traite au travers de ces images de son rapport à sa culture iranienne et à ses différentes identité. Elle se défend cependant d'utiliser le tchador pour une critique du voile ou de la condition féminine en Iran, préférant l'utiliser comme une « couleur locale » un outil d'identification à son pays d'origine, l'Iran.
Le deuxième projet initié en 1997 est le projet Urgent qui est une série d'affiches qu'elle créé à la suite de la réception d'une lettre d'expulsion en 1997. Ghazel commence alors à créer des affiches annonçant qu’elle recherche un mariage blanc pour obtenir un titre de séjour. En créant cette série d'affiches dans lesquelles elle détourne la gravité de sa situation à l'aide de l'humour, Ghazel rend sa condition accessible et marque les esprits. Dans ses affiches elle se moque même des acronymes utilisés par l'administration française tels que SDF qu'elle remplace par « SPF » (sans papier fixe) tandis que l’acronyme RDD signifie « résidente à durée déterminée » et fait écho au CDD (contrat à durée déterminée). Ce projet évolue dans plusieurs séries d’affiches jusqu’en 2002, date à laquelle elle reçoit une carte de résidence de 10 ans. Elle poursuit alors son projet en proposant elle-même un mariage blanc pour un clandestin. Ce travail est toujours en cours puisqu’elle créa en 2017 une nouvelle série d’affiches où elle cède son passeport en réaction au débat sur la déchéance de nationalité en France.
La carte géographique est l'un des objets qui revient le plus dans l’Œuvre de Ghazel ; dès 1990 elle juxtapose en photocopiant sur papier Canson une carte d'Iran et un télex reçu pendant les attaques de missiles sur Téhéran en 1987. C’est le début d’un travail long et multiple autour de la thématique de la carte à laquelle elle ajoute des symboles universels en lien avec la thématique du déplacement, du nomadisme et de l’exil. Ainsi, dans la série The Life Span of a Ball Point Pen, Ghazel dessine des symboles tels que l’arbre, la maison ou la valise à l’aide de stylo bille sur des cartes imprimées iraniennes. Elle utilise dans ces travaux l’entièreté de l’encre de son stylo bille, comme dans un seul et grand voyage. Dans les séries Marée Noire, Marée Rouge et Dyslexia, Ghazel continue d’utiliser des cartes iraniennes comme support, mais choisit de les recouvrir en partie à l’aide d’encre de chine ou de peinture rouge. Ces « marées » sont tout autant des symboles de violence, du pétrole, de la guerre, de la pollution ou de la corruption.Dans la série Marée Rouge, le rouge symbolise le sang: autant pour la vie que la mort.

## Œuvres
- Urgent, 1997-2007, série de 6 affiches, collection Cité nationale de l'histoire de l'immigration, Paris, France[8]
- ME 1997-2000, 3 bandes vidéo, couleur, 40 min, collection Centre Pompidou, Paris, France[9]
- ME 2003-2008, collection Musée d'immigration, Paris
- ME 2000-2003, collection FRAC Languedoc-Roussillion, Montpellier
- Home (Stories),2008, film, 43 min
- Untitled 1, (From Me series), 2009, 45 min
- Dyslexia, 2015-2017, dessins
- The Life Span of a Ball Point Pen I, dessin, Collection BIC

- Marée Rouge, 2014, dessins, Collection Musée d'Immigration, Paris

## Expositions
- 1993 : Red Home 1, Mardabad, Iran
- 1994 : B(l)ack Home is a B(l)ack home, Kunsthaus Tacheles, Berlin, Allemagne
- 1996 : Red Home II, Mardabad, Iran
- 1998 : 1997 – 2003 Wanted performances in Berlin, Montpellier, Stockholm, Paris, Sète…
- 1999 : Wedding I, Kunsthaus Tacheles, Berlin, Allemagne
- 2001 : Me 1997 – 2000, Galerija Miroslav Kraljevic, Zagreb, Croatie
- 2002 : Identité, métissage et autres arrangements series, Salon by Meshec Gaba, Palais de Tokyo, Paris, France
- 2003 : Clandestini, Biennale de Venise, Venise
- 2003 : Biennale de La Havane, La Havane
- 2005 : Belonging, Biennale de Charjah, Charjah, Émirats arabes unis
- 2005 : HOME, performance during the 37th Theatre Venice Festival, Venice Biennial, Venise, Italie
- 2006 : Biennale de Sydney, Sydney
- 2007 : Me and the others, musée d'Art contemporain de Santiago (es) (MAC), Santiago de Chile, Chili
- 2008 : Exposition permanente de la Cité de l'immigration, Paris, France
- 2009 : Me 2003-2008, Vestibule de la Maison Rouge, Paris, France
- 2009 : Elles@centrepompidou, Centre Pompidou, Paris, France
- 2009 : Raad O Bargh, 17 artists from Iran, galerie Thaddaeus Ropac, Paris, France
- 2010 : Memoirs: Contemporary Art from Iran, XIV Biennale Donna (Woman Biennial), Gallerie d'Arte Moderna e Contemporanea (GAMC), Ferrare, Italie
- 2011 : J'ai deux amours, Musée de l'Histoire de l'immigration, Paris, France
- 2011 : Pulso Iraniano, Espaço Oi Futuro, Rio de Janeiro
- 2013 : Le Pont, Musée d'Art contemporain de Marseille (MAC), Marseille
- 2014 : Deprivation/Pozbawienie, Galerie Arsenal, Bialystok, Pologne
- 2015 : Une histoire- art,architecture et design des années 1980 à aujourd'hui, Centre Pompidou, Paris
- 2016 : Deportation Regime: Artistic responses to state practices and lived experience of forced removal, Center for Art on Migration Politics (CAMP), Copenhague
- 2017 : Mismappings, International Studio & Curatorial Program (en) (ISCP), New York
- 2018 : La collection BIC, Centquatre-Paris, Paris
- 2018 : Dyslexia, Hinterland galerie, Vienne
- 2018 : Persona Grata, Musée d'art contemporain du Val-de-Marne
- 2019 : The Construction of the Possible, Biennale de la Havane, La Havane